# Olympische Winterspiele 1988/Teilnehmer (Schweiz)
| Gelbes Symbol für Goldmedaillen mit stilisierten Olympischen Ringen | Graues Symbol für Silbermedaillen mit stilisierten Olympischen Ringen | Braundes Symbol für Bronzemedaillen mit stilisierten Olympischen Ringen |
| ------------------------------------------------------------------- | --------------------------------------------------------------------- | ----------------------------------------------------------------------- |
| 5                                                                   | 5                                                                     | 5                                                                       |

Die Schweiz nahm an den Olympischen Winterspielen 1988 im kanadischen Calgary mit einer Delegation von 70 Athleten teil.

## Fahnenträger
Die Skifahrerin Michela Figini trug die Fahne der Schweiz während der Eröffnungsfeier, bei der Schlussfeier wurde sie vom Nordischen Kombinierer Hippolyt Kempf getragen.

## Medaillen

### Gold
- Bob, 4er, Herren: Ekkehard Fasser, Marcel Fässler, Kurt Meier, Werner Stocker
- Nordische Kombination, Einzel, Herren: Hippolyt Kempf
- Ski Alpin, Riesenslalom, Damen: Vreni Schneider
- Ski Alpin, Abfahrt, Herren: Pirmin Zurbriggen
- Ski Alpin, Slalom, Damen: Vreni Schneider

### Silber
- Nordische Kombination, Mannschaft, Herren: Hippolyt Kempf, Fredy Glanzmann, Andreas Schaad
- Ski Alpin, Abfahrt, Herren: Peter Müller
- Ski Alpin, Abfahrt, Damen: Brigitte Oertli
- Ski Alpin, Kombination, Damen: Brigitte Oertli
- Ski Alpin, Super-G, Damen: Michela Figini

### Bronze
- Langlauf, 50 km Freistil, Herren: Andy Grünenfelder
- Ski Alpin, Kombination, Herren: Paul Accola
- Ski Alpin, Riesenslalom, Herren: Pirmin Zurbriggen
- Ski Alpin, Kombination, Damen: Maria Walliser
- Ski Alpin, Riesenslalom, Damen: Maria Walliser

## Teilnehmer nach Sportarten

### Bob
Herren (2er)
- Hans Hiltebrand, André Kiser
Zweierbob: 6. Platz
- Donat Acklin, Gustav Weder
Zweierbob: 4. Platz

Herren (4er)
- Ekkehard Fasser, Marcel Fässler, Kurt Meier, Werner Stocker
Viererbob: Gold
- Erwin Fassbind, Urs Fehlmann, Hans Hiltebrand, André Kiser
Viererbob: 9. Platz

### Eishockey
Herren
- Olivier Anken
- Gaëtan Boucher
- Patrice Brasey
- Richard Bucher
- Urs Burkart
- Manuele Celio
- Pietro Cunti
- Jörg Eberle
- Felix Hollenstein
- Peter Jaks
- Jakob Kölliker
- André Künzi
- Markus Leuenberger
- Alfred Lüthi
- Fausto Mazzoleni
- Gil Montandon
- Philipp Neuenschwander
- Andreas Ritsch
- Bruno Rogger
- Peter Schlagenhauf
- Thomas Vrabec
- Roman Wäger

Eishockey, Herren: 8. Platz

### Eiskunstlauf
- Oliver Höner
Herren, Einzel: 12. Platz
- Stéfanie Schmid
Damen, Einzel: 15. Platz

### Ski alpin
Herren
- Paul Accola
Slalom: disqualifiziert
Kombination: Bronze
- Bernhard Fahner
Kombination: 15. Platz
- Joël Gaspoz
Riesenslalom: 10. Platz
Slalom: DNF
- Martin Hangl
Super-G: DNF
Riesenslalom: DNF
Kombination: DNF
- Franz Heinzer
Abfahrt: 17. Platz
Super-G: 15. Platz
- Daniel Mahrer
Abfahrt: 12. Platz
Super-G: DNF
- Peter Müller
Abfahrt: Silber
- Hans Pieren
Riesenslalom: 14. Platz
Slalom, 11. Platz
- Pirmin Zurbriggen
Abfahrt: Gold 
Super-G: 5. Platz
Riesenslalom: Bronze 
Slalom: 7. Platz
Kombination: DNF

Damen
- Chantal Bournissen
Abfahrt: 11. Platz
- Michela Figini
Abfahrt: 9. Platz
Super-G: Silber 
Riesenslalom: DNF
- Beatrice Gafner
Kombination: DNF
- Zoë Haas
Super-G: 7. Platz
- Brigitte Oertli
Abfahrt: Silber 
Super-G: 17. Platz
Slalom: DNF
Kombination: Silber
- Corinne Schmidhauser
Riesenslalom: DNF
Slalom: DNF
- Vreni Schneider
Riesenslalom: Gold 
Slalom: Gold 
Kombination: DNF
- Maria Walliser
Abfahrt: 4. Platz
Super-G: 6. Platz
Riesenslalom: Bronze 
Kombination: Bronze

### Ski nordisch
Langlauf
- Jürg Capol
15 km klassisch: 22. Platz
30 km klassisch: 30. Platz
4 × 10 km Staffel: 4. Platz
- Markus Fähndrich
50 km Freistil: 35. Platz
- Christine Gilli-Brügger
5 km klassisch: 15. Platz
10 km klassisch: 18. Platz
20 km Freistil: 4. Platz
4 × 5 km Staffel: 4. Platz
- Andy Grünenfelder
15 km klassisch: 35. Platz
30 km klassisch: DNF
50 km Freistil: Bronze 
4 × 10 km Staffel: 4. Platz
- Giachem Guidon
15 km klassisch: DNF
30 km klassisch: 13. Platz
50 km Freistil: 13. Platz
4 × 10 km Staffel: 4. Platz
- Konrad Hallenbarter
15 km klassisch: DNF
- Marianne Irniger
5 km klassisch: 35. Platz
10 km klassisch: 43. Platz
20 km klassisch: 30. Platz
- Evi Kratzer
5 km klassisch: 14. Platz
10 km klassisch: 11. Platz
20 km Freistil: 14. Platz
4 × 5 km Staffel: 4. Platz
- Sandra Parpan
10 km klassisch: 32. Platz
4 × 5 km Staffel: 4. Platz
- Karin Thomas
5 km klassisch: 40. Platz
20 km Freistil: 16. Platz
4 × 5 km Staffel: 4. Platz
- Jeremias Wigger
30 km klassisch: 26. Platz
50 km Freistil: 14. Platz
4 × 10 km Staffel: 4. Platz

 Skispringen
- Gérard Balanche
Normalschanze: 37. Platz
Grossschanze: 30. Platz
Mannschaftsspringen (Grossschanze): 8. Platz
- Christian Hauswirth
Normalschanze: 48. Platz
Grossschanze: 27. Platz
Mannschaftsspringen (Grossschanze): 8. Platz
- Christoph Lehmann
Normalschanze: 56. Platz
Grossschanze: 44. Platz
Mannschaftsspringen (Grossschanze): 8. Platz
- Fabrice Piazzini
Normalschanze: 17. Platz
Grossschanze: 43. Platz
Mannschaftsspringen (Grossschanze): 8. Platz

 Nordische Kombination
- Hippolyt Kempf
Einzel: Gold 
Mannschaft: Silber
- Fredy Glanzmann
Einzel: 35. Platz
Mannschaft: Silber
- Andreas Schaad
Einzel: 5. Platz
Mannschaft: Silber
- Marco Zarucchi
Einzel: DNF